# Манеути
Манеути (мађ: Andrásfalva, рум: Măneuţi) је село које се налази у румунском делу Буковине у округу Сучава. Најближи већи град је Радауц (рум:Rădăuţi).
На простору између падина северних Карпата, Пољске, Галиције, Прута, Молдавије, Ердеља и Марамуреша (рум:Maramureş) се протеже предивна и природним богатствима пуна, земља коју називамо Буковина. Ту је у пролеће 1786. године основано село по имену Андрашфалва.
Андрашфалва је једно од пет села које су основали и населили Секељи који су се 1764. године склонили од присилне мобилизације. Присилна мобилизација је била наметнута од стране Аустрије у постојбини Секеља (тада познатој по имену Земља Секеља). Секељи су прво избегли за Молдавију, а затим у Буковину. Остала четири села која су била основана у Буковини су: Фогадјиштен (рум: Iacobeşti), Иштенсегитш (рум: Tibeni), Хадикфалва (рум: Dorneşti), Јожеффалва (рум: Vornicenii Mari).

## Историја настанка
Фебруара 1786. године је Мартон Мор (мађ:Mártonffy Mór) затражио од бечког савета да се изгради још једно село за новодошле породице Секеља пошто су претходно основана села већ била препуна. Тако да је већ у пролеће 1786. године на обали реке Сучаве никло потпуно ново село. Село је добило име по Андрашу Хадику (мађ:Hadik András). Иницијално село је било насељено са педесет Секељ фамилија, отприлике 280 лица, али се касније проширивало како су придошлице стизале, тако да се рачуна да су у основању села учествовале 83 породице. Пошто је Андрашфалва била задња од пет села у које су основали и населили Секељи, рачуна се да је са оснивањем овог села, 14. маја 1786. године и званично завршено насељавање Секеља у Буковину.
Повољност насељавања је била и то што је држава дала зајам свим заинтересованима за куповину материјала за куће, за ствари за домаћинство и за куповину свих потрепштина за један солидан, у тадашње време у селу, живот породице. Тако је и подигнута основа села и то 83 куће, све у једном низу, улици, између данашње горње и доње улице.
Сеоски атар се простирао све до суседног већ претходно од стране Секеља основаног села Иштеншегитша и до граница румунског села Сату Маре (рум:Satu Máre). У саставу андрашфалвског атара је било и место звано Саха где је живело неколико румунских породица и млин који је припадао јеврејској породици Крафт (мађ:Kráft) и налазио се на стотињак метара од обале реке Сучаве.
У време оснивања Андрашфалве, у близини млина, поред насипа, је било ромско насеље чији становници су се бавили прерадом старог гвожђа, нека врста ковача, и имали су своју циглану која се налазила на падинском залеђу Хадикфалве. У то време су то мало ромско насеље мештани звали Мањоц (мађ:Manyóc) што се може буквално превести и као Данас осам. Тако да, вероватно, је данашњи назив Манеути потекао одавде.

## Култура и вера
Иако веома мало место, у основању, у Андрашфалви је веома брзо подигнута црква и то не једна већ две. Католичка и реформатска (калвинистичка).
Католичка је проширена и обновљена 1826. године у величини једне капеле и била је од дрвета. Већ 1846. године уместо дрвене, почело је са градњом нове цркве од цигала и завршена је 1852. године. Око 1900. године је кров реновиран, 1926. године купљен ново велико звоно, 1934. године декорисано изнутра са сликама, фрескама и 1936. године поново све рестаурирано када је и додата слика Светог Стефана, коме је црква и посвећена, са круном.
Прва реформаторска, калвинистичка, црква је подигнута 1836. године. Поред старе цркве је убрзо подигнута нова, која и дан данас постоји. Осим новчане помоћи за подизање цркве и сами мештани су дали свој допринос добровољним радом и поклонима цркви.
Овде је интересантно напоменути да је ово село било једно и искључиво где су живели реформати од свих пет села који су били основани од стране Секеља. Мада је појединачно било калвиниста и у осталим селима.
У Молдавији је 1785. године капетан Бадеус (мађ:Bádeusz) наишао на више од 30 избеглих породица калвиниста који су живели заједно и довео их је у Буковину и 1786. године населио у место названо Наранча. За време руско−турских ратова од 1787. до 1791. године јако много људи, а и читаве породице су нестале тако да је преосталих 29 породица одселило се у три Секељ села. У Хадикфалву је отишло пет породица, у Иштеншегитш четири породице, где су временом постали католици, и у Андрашфалву 21 породица.
Мора се напоменути да потомци ових фамилија данас живе у Војловици (Панчево) где и даље настављају обичаје предака и имају своју реформатску цркву са богатом традицијом.
Католички део становништва Андрашфалве се преселио за Скореновац. Када се говори о исељавању не може се бити искључив и рећи да се католици преселили за Скореновац а калвинисти за Војловицу, доста је било измешано али чињеница је да Скореновац има католичку а Војловица калвинистичку цркву.
Образовање је такође имало битну улогу у селу, наравно основно образовање. У почетку је део куће Деак Јаноша (мађ:Deák János) била школа, затим је саграђена школска зграда поред цркве, све док 1906. године није добијен зајам и саграђена нова школа на спрат са становима за учитеље.
Исељавање Секеља из Андрашфалве је почело 1883. године и наставило до 1941. године, тако да данас нема више ни једне Секељ породице у месту.

## Галерија
| - Стара кућа - Заселак - Улица у насељу - Секељ капија - Детаљ са гробља - Детаљ са Копје - Споменик „пет села” Секеља |